# Roberto Farinella
Roberto Farinella (Castellamonte, 24 de maio de 1968) é um bispo católico italiano que serve como Bispo de Biella desde 27 de julho de 2018.

## Biografia
Ele nasceu em Castellamonte, na diocese de Ivrea, em 24 de maio de 1968, em uma família de imigrantes sicilianos.

### Educação e Ministério Sacerdotal
Após o ensino médio, ingressou no seminário diocesano e, como aluno do Almo Collegio Capranica, em Roma, obteve a licenciatura em Direito Canônico e a especialização em Jurisprudência Matrimonial na Pontifícia Universidade Gregoriana.
Em 24 de setembro de 1994, foi ordenado sacerdote pelo Bispo de Ivrea, Luigi Bettazzi, na igreja de Castellamonte.
Atuou como defensor do vínculo e, posteriormente, de 1999 a 2005, como juiz no tribunal eclesiástico regional do Piemonte; tendo se tornado reitor do seminário diocesano de Ivrea em 2001, também atua como vigário episcopal para a vida consagrada desde 2014.

### Ministério Episcopal

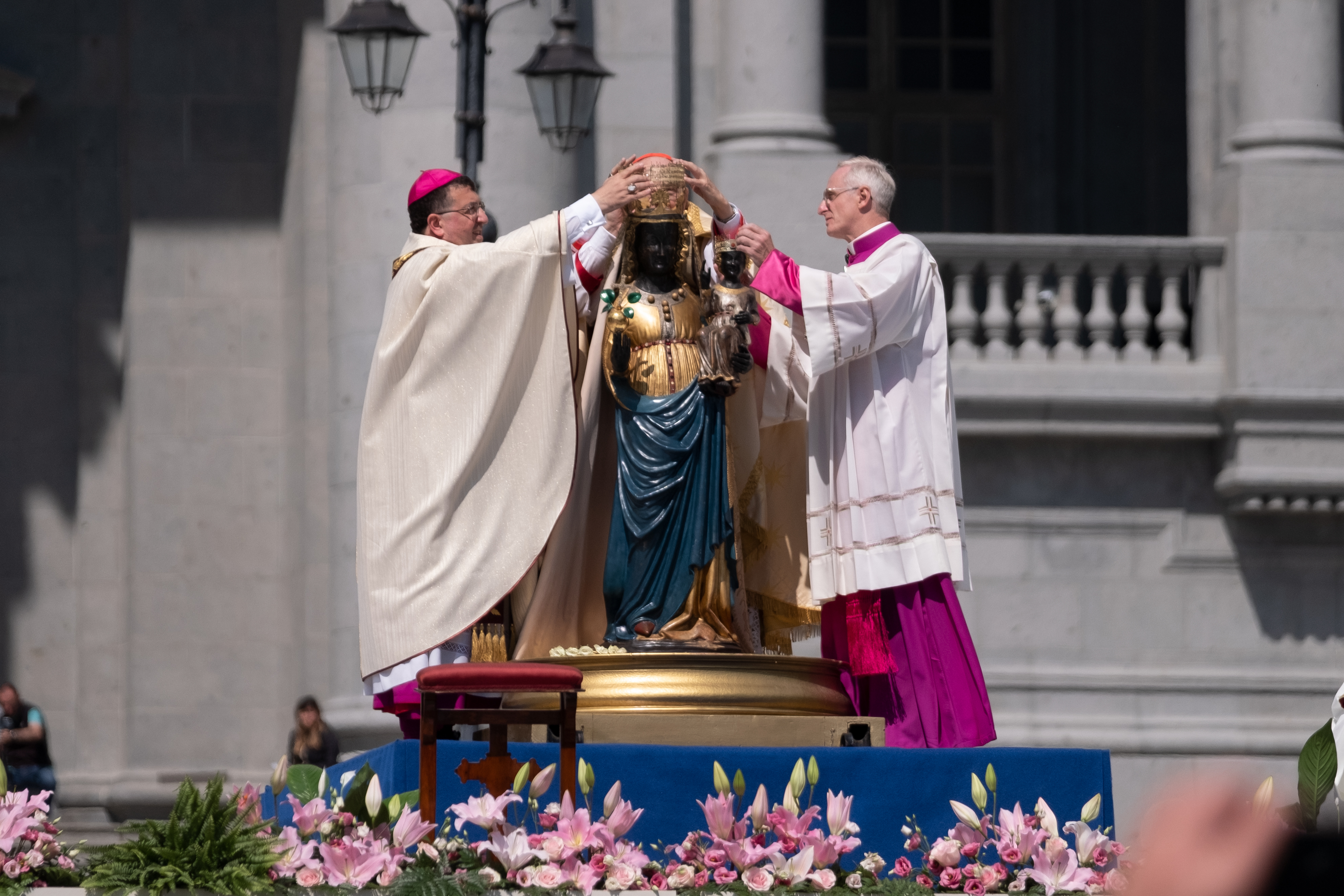
O Cardeal Giovanni Battista Re, legado papal, coroa a imagem sagrada da Madona de Oropa, assistido por Monsenhor Roberto Farinella.

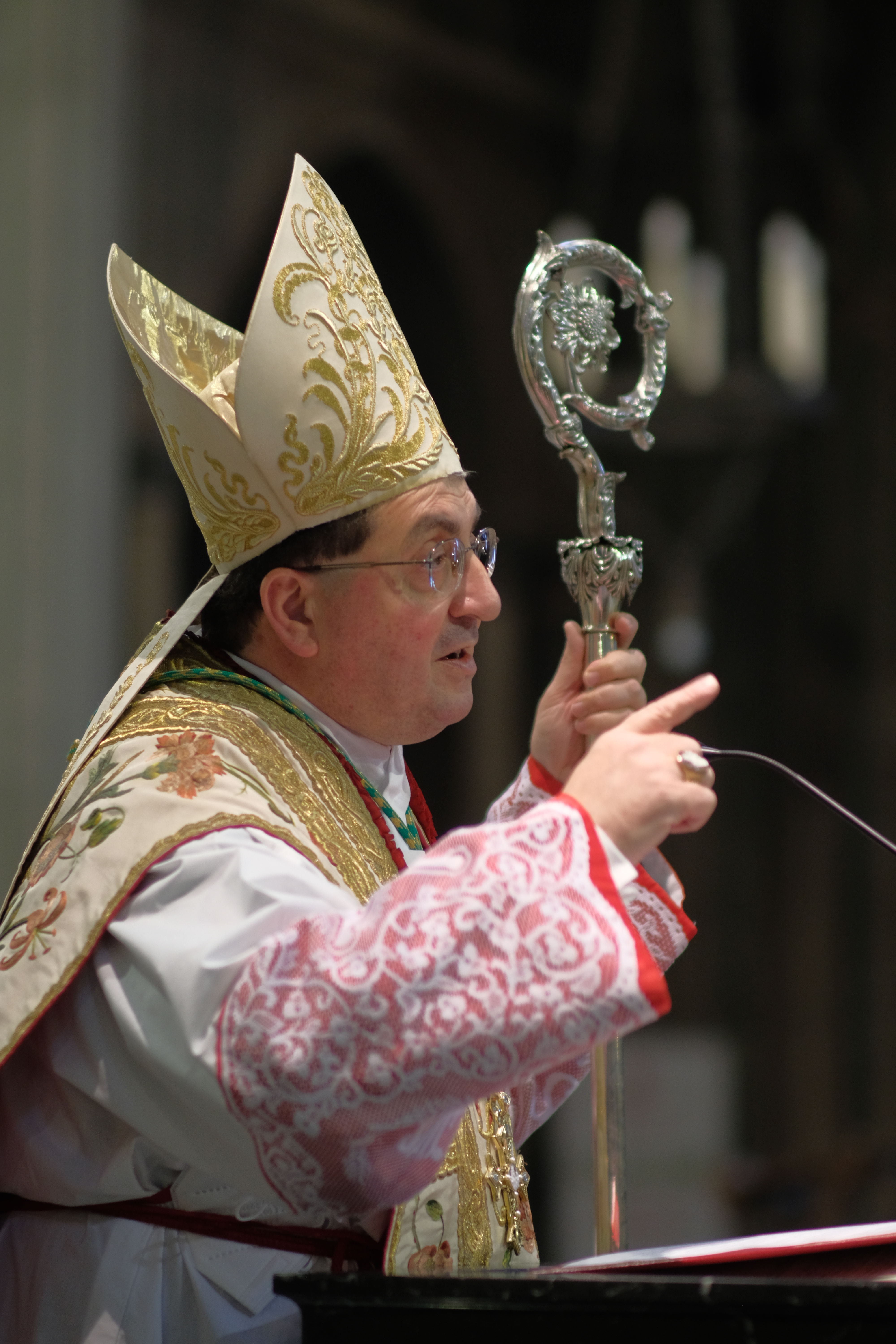
Monsenhor Farinella na Catedral de Biella, 8 de dezembro de 2021.

Em 27 de julho de 2018, o Papa Francisco o nomeou Bispo de Biella; ele sucedeu Gabriele Mana, que havia renunciado devido à idade. Em 29 de setembro, recebeu a ordenação episcopal na Catedral de Ivrea, de Edoardo Aldo Cerrato, Bispo de Ivrea, tendo como coconsagradores Gabriele Mana, seu predecessor em Biella, e Luigi Bettazzi, Bispo Emérito de Ivrea. Tomou posse canônica da diocese em 14 de outubro.
Em 29 de agosto de 2021, após um ano de adiamento devido à pandemia da COVID-19, concelebrou a solene coroação do quinto centenário no santuário de Oropa, presidida pelo Cardeal Giovanni Battista Re, legado papal nomeado pelo Papa Francisco.
Em 4 de junho de 2022, celebrou o 250º aniversário da fundação da Diocese de Biella, instituída em 1772 pelo Papa Clemente XIV, na praça em frente à Catedral de Biella.